# V382 Carinae
V382 Carinae, também conhecida, na designação de Bayer, como x Carinae (x Car), é uma estrela localizada na constelação de Carina.
V382 Carinae é uma hipergigante amarela tipo G com uma magnitude aparente de +3.93. Está a 5930.90 anos-luz de distância da Terra. É classificada como um estrela variável Cefeida e seu brilho varia de magnitude +3.84 a +4.02.